# كلير دريك
كلير دريك (بالإنجليزية: Clare Drake)‏ هو مدرب هوكي جليد أمريكي، ولد في 9 يناير 1928 في يوركتن في كندا، وتوفي في 13 مايو 2018 في إدمونتون في كندا.